# Mrkan
Koordinati:   42°34′33″N, 18°11′36″E
Mrkan je majhen nenaseljen otoček v Jadranskem morju (Hrvaška).
Mrkan leži jugovzhodno od Dubrovnika in jugozahodno od Cavtata, od katerega je oddaljen okoli  3 km. Njegova površina meri 0,197 km². Dolžina obalnega pasu je 3, 26 km. Najvišji vrh je visok 65 mnm.
Na otočku so leta 1284 ustanovili benediktinski samostan sv. Mihajla, od katerega so ostale samo še ruševine. Na tem otočku je bila prva bolnišnica (lazaret) Dubrovniške republike. Lazaret je deloval v obdobju od 1377 do 1482, ko je bil preseljen na sosednji otoček Bobara.